# Conducere sub influența substanțelor psihoactive

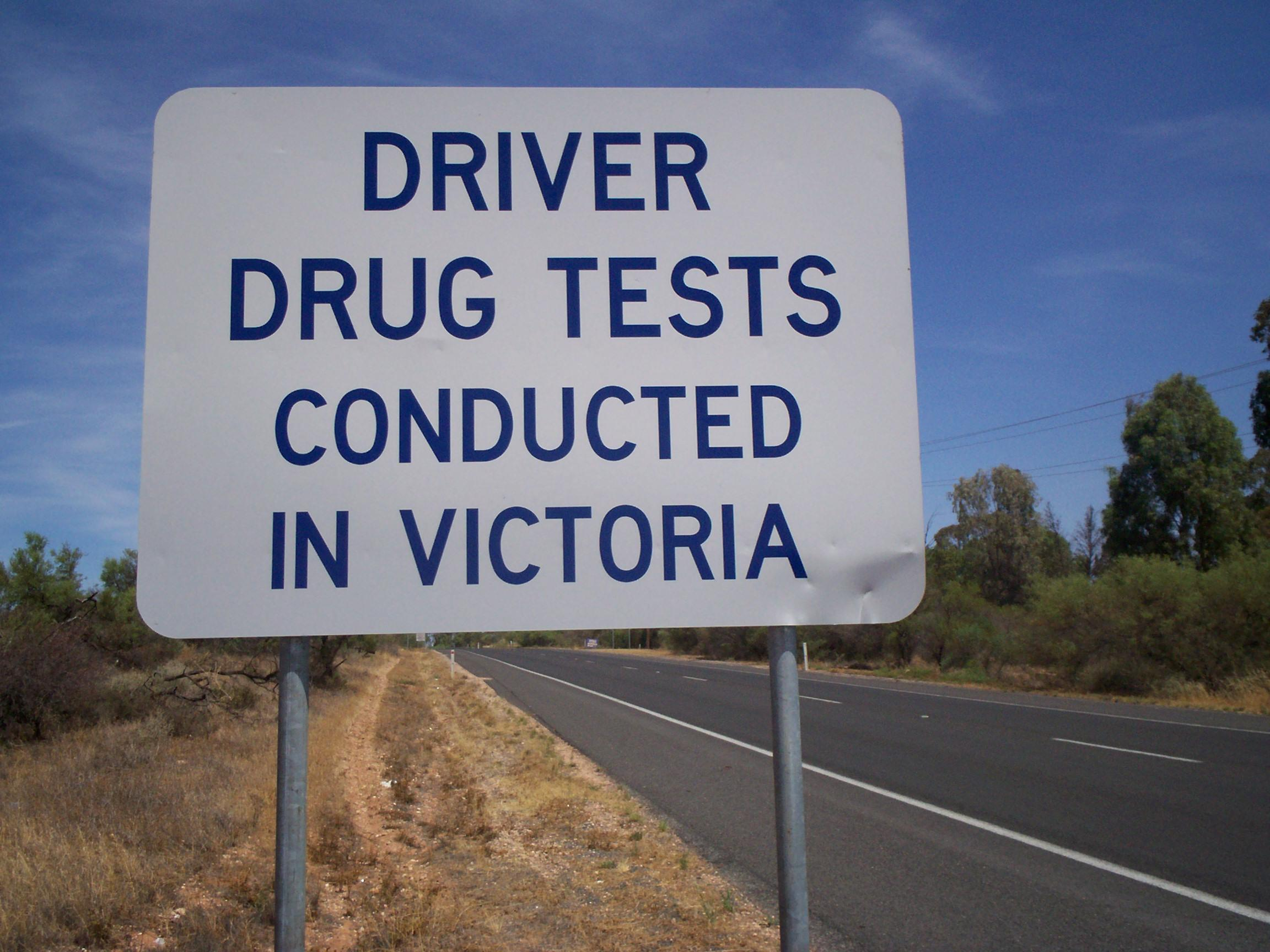
Un indicator rutier în Victoria, Australia, care avertizează șoferii cu privire la testarea antidrog

Conducerea sub influența drogurilor sau condusul sub influența substanțelor psihoactive (prescurtat DUID de la Driving Under the Influence of Drugs), în contextul definiției legale, reprezintă actul de a conduce un vehicul cu motor sub influența unei substanțe care are ca efect pierderea capacității de conducere. Acest tip de conducere este interzis în multe țări. Unele state americane și țări europene au acum legi privind DUI cu toleranță zero, care presupun că un șofer este sub influența drogurilor dacă se constată prezența în organism a unei cantități detectabile de substanțe controlate în timp ce conduce o mașină, cu excepția cazului în care deține o rețetă medicală pentru substanța respectivă. Aceasta este similară legilor privind conducerea sub influența alcoolului (DUI/DWI) cu toleranță zero, care presupun că un șofer este sub influența alcoolului atunci când concentrația de alcool în sânge depășește un anumit nivel (în prezent 0,08% în cea mai mare parte a Statelor Unite și 0,05% în Utah). Există controverse cu privire la legile DUI cu toleranță zero, deoarece un șofer cu o cantitate detectabilă de substanțe controlate poate să nu fie de fapt sub influența lor, iar cantitatea detectabilă din sânge sau transpirație poate reprezenta doar reziduuri ale consumului de droguri din zilele sau săptămânile precedente. Conducerea sub influența drogurilor este împotriva siguranței rutiere. Cercetările privind factorii asociați cu acest tip de conducere primesc o atenție din ce în ce mai mare pentru a se dezvolta contramăsuri mai eficiente.

## Statele Unite ale Americii
Conform programului de Evaluare și Clasificare a Drogurilor (DEC) al Administrației Naționale pentru Siguranța Traficului Rutier din SUA (US National Highway Traffic Safety Administration), un drog este „orice substanță care, atunci când este introdusă în corpul uman, poate afecta capacitatea persoanei de a conduce un vehicul în siguranță.” Potrivit acestei definiții, alcoolul ar fi clasificat drept drog. În scopul acestui articol, conducerea sub influența drogurilor se referă la utilizarea drogurilor (altele decât alcoolul) și la efectul acestora asupra condusului.

### Detectare
Testarea concentrației de alcool se efectuează folosind trei metode: sânge, aer din respirație sau urină. Pentru agenții de ordine publică, testul respirator este metoda preferată, deoarece rezultatele sunt disponibile aproape instantaneu. Analizele pentru depistarea drogurilor se efectuează de obicei în laboratoare științifice pentru ca rezultatele să fie admisibile ca probe în instanță.
Din cauza numărului mare de substanțe care pot afecta capacitatea de conducere, altele decât alcoolul, drogurile sunt clasificate în diferite categorii în scopul depistării. Conducătorii auto sub influența drogurilor prezintă deficiențe și în timpul testelor standardizate de sobrietate pe teren, însă există teste suplimentare pentru a ajuta la depistarea conducerii sub influența drogurilor.
Programul de Evaluare și Clasificare a Drogurilor (DEC) este conceput pentru a detecta un șofer sub influența drogurilor și a clasifica tipurile de droguri prezente în organismul acestuia.
Programul DEC descompune detectarea într-un proces de 12 pași pe care un Expert Certificat Guvernamental în Recunoașterea Drogurilor (DRE) îl poate folosi pentru a determina categoria sau categoriile de droguri sub influența cărora se află suspectul. Cei 12 pași sunt:
1. Test de alcoolemie în aerul expirat
2. Interviu cu agentul care a efectuat arestarea
3. Evaluare preliminară
4. Evaluarea ochilor
5. Teste psihomotorii
6. Semne vitale
7. Examinări într-o cameră întunecată
8. Tonus muscular
9. Locuri de injectare
10. Interogarea suspectului
11. Opinia evaluatorului
12. Examen toxicologic[3]

Experții în Recunoașterea Drogurilor (DRE) sunt calificați să ofere mărturii experte în instanță cu privire la conducerea sub influența drogurilor. Utilizarea procesului în 12 pași este validată științific de numeroase studii de teren.

### Categorii de droguri

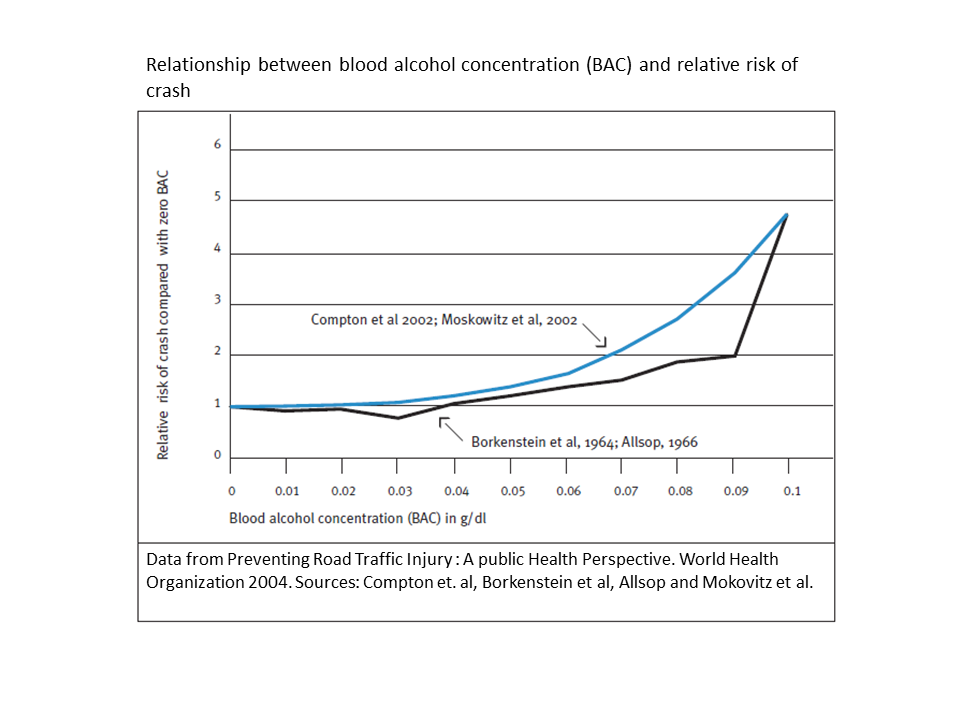
Riscul relativ în funcție de nivelul de alcool din sânge

Programul DEC recunoaște șapte categorii distincte de droguri cu efect psihoactiv:
- Depresive ale sistemului nervos central (SNC) – În această categorie intră droguri precum alcoolul, barbituricele și benzodiazepinele.
- Stimulante ale sistemului nervos central (SNC) – În această categorie intră droguri precum cocaina și amfetaminele.
- Halucinogene – În această categorie intră droguri precum LSD, peyote⁠(d) și MDMA.
- Disociative anestezice – În această categorie intră droguri precum PCP și Ketamină.
- Analgezice narcotice – opiaceele sintetice și derivate intră în această categorie.
- Inhalante – Solvenții volatili, gaze anestezice și spray-urile cu aerosoli intră în această categorie.
- Canabisul – Marijuana intră în această categorie, la fel ca și componenta sa activă THC

### Legile
În Statele Unite ale Americii, 19 state au legi în vigoare care pedepsesc conducerea sub influența drogurilor. Toate statele, cu excepția Virginiei de Vest, au un program de Experți în Recunoașterea Drogurilor. Următoarele state au legi privind conducerea sub influența drogurilor:
Alaska – Statutul 28.35.030 – „(a) O persoană comite infracțiunea de conducere sub influența băuturilor alcoolice, inhalanților sau substanțelor controlate dacă conduce un vehicul cu motor, o aeronavă sau o ambarcațiune sub influența băuturilor alcoolice, băuturilor alcoolice care intoxică, inhalanților sau oricărei substanțe controlate, singure sau în combinație”
Arizona – „A. Este ilegal pentru o persoană să conducă sau să dețină controlul fizic al unui vehicul în acest stat în oricare dintre următoarele circumstanțe: 1. Sub influența băuturilor alcoolice intoxicante, a oricărui drog, a unei substanțe care eliberează vapori ce conține o substanță toxică sau a oricărei combinații de băuturi alcoolice, droguri sau substanțe care eliberează vapori, dacă persoana este afectată în cel mai mic grad.”
Colorado – Statutul 42-4-1301 – Legea din Colorado interzice unei persoane să conducă un vehicul sub influența alcoolului sau drogurilor sau în timp ce capacitatea sa de a conduce este afectată de alcool sau droguri. Secțiunea IV afirmă: „Dacă la acel moment sângele șoferului conținea cinci nanograme sau mai mult de delta-9-tetrahidrocanabinol per mililitru în sânge integral, așa cum se arată prin analiza sângelui inculpatului, acest fapt dă naștere la o prezumție permisă că inculpatul se afla sub influența unuia sau mai multor droguri.” Cazurile DUI-D implică adesea aceste două instrumente ale poliției: (1) o Evaluare Voluntară de Recunoaștere a Drogurilor (DRE) care este similară unui test standard de sobrietate pe teren și permite agenților de politie să tragă concluzii cu privire la afectarea capacității de conducere a șoferului și (2) o analiză a sângelui pentru a depista și confirma urmele consumului de droguri în sistemul unui inculpat.
Delaware – „În Delaware, puteți fi arestat pentru conducere sub influența alcoolului (DUI) dacă conduceți, operați sau dețineți controlul fizic real al unui vehicul, al unui vehicul de teren sau al unei motociclete sub influența alcoolului sau a altor droguri.
Un test chimic care indică o concentrație a alcoolului în sânge de 0,08% sau mai mult, sau prezența oricărei substanțe medicamentoase sau ilegale este suficientă pentru o condamnare pentru DUI. Puteți fi arestat pentru DUI cu un test chimic mai mare de 0,05%”.
Georgia - „(a) O persoană nu are voie să conducă sau să dețină controlul fizic al niciunui vehicul în mișcare în timp ce:
1. Se află sub influența alcoolului într-o măsură care face conducerea mai puțin sigură pentru persoana respectivă;
2. Se află sub influența oricărui drog într-o măsură care face conducerea mai puțin sigură pentru persoana respectivă;
3. Se află sub influența intenționată a oricărui tip de lipici, aerosol sau alt vapor toxic într-o măsură care face conducerea mai puțin sigură pentru persoana respectivă;
4. Se află sub influența combinată a oricăror două sau mai multe dintre substanțele specificate la punctele 1 până la 3 din prezenta subsecțiune, într-o măsură care face conducerea mai puțin sigură pentru persoana respectivă.”[11]

Illinois – „O persoană nu are voie să conducă sau să dețină controlul fizic al niciunui vehicul în acest stat în timp ce:
1. concentrația de alcool din sânge sau respirație a persoanei este de 0,08 sau mai mare, pe baza definiției unităților de sânge și respirație din Secțiunea 11 501.2;
2. se află sub influența alcoolului;
3. se află sub influența oricărui compus intoxicant sau combinație de compuși intoxicanți într-o măsură care o face incapabilă să conducă în siguranță;
4. se află sub influența oricărui alt drog sau combinație de droguri într-o măsură care o face incapabilă să conducă în siguranță;
5. se află sub influența combinată a alcoolului, altor droguri sau combinații de droguri, sau a compușilor intoxicanți într-o măsură care o face incapabilă să conducă în siguranță.”[12]

Indiana – „Un operator al unui vehicul cu motor a cărui concentrație de alcool este mai mare sau egală cu 0,08 grame și mai mică de 0,15 grame de alcool la 100 mililitri de sânge sau 210 litri de aer expirat comite o infracțiune de gradul C. Conducerea cu orice substanță din programa I sau II, așa cum este definită de IC 25-48-2 (cum ar fi marijuana, metamfetamina sau cocaina) sau metabolitul acesteia în organism constituie o infracțiune de gradul C, pedepsită cu până la 60 de zile de închisoare și o amendă de până la 500 de dolari. (IC 9-30-5-1)”
Iowa – „Legea privind conducerea sub influența băuturilor alcoolice sau drogurilor (OWI) din Iowa stabilește că este ilegal să conduci un vehicul cu motor în Iowa:
- Sub influența băuturilor alcoolice sau a altor droguri sau a unei combinații a acestor substanțe.
- Cu o concentrație de alcool de 0,08 sau mai mult.
- Cu o concentrație de alcool de 0,08 sau mai mult. Cu orice cantitate dintr-o substanță controlată în organism.”[14]

Michigan - Conform legii din Michigan, este ilegal să conduci:
- „Sub influența sau cu capacitatea afectată de alcool, droguri ilegale și anumite medicamente eliberate cu rețetă.
- Cu o concentrație de alcool în sânge de 0,08 sau mai mult. (Această infracțiune este considerată o infracțiune de conducere sub influența alcoolului.)
- Cu o concentrație de alcool în sânge de 0,17 sau mai mult. (Această infracțiune, denumită „concentrație mare de alcool în sânge” (High BAC), este considerată o infracțiune de conducere sub influența alcoolului.)
- Cu orice cantitate de cocaină sau o substanță controlată din Lista I în organism. (Pentru mai multe informații despre substanțele din Lista I, consultați secțiunea 7212 din Codul Sănătății Publice din Michigan; MCL 333.7212.)”[15]

Minnesota – „1) să conducă, să opereze sau să dețină controlul asupra oricărui vehicul cu motor oriunde în stat în timp ce:
- se află sub influența alcoolului, a unei substanțe controlate sau (cu bună știință) a unei substanțe periculoase sau a oricărei combinații a acestora;
- are o concentrație de alcool în sânge (CAS) de 0,08 (0,08 înseamnă 0,08% concentrație de alcool în sânge, adică 8/10.000 părți din volum) sau mai mult la momentul conducerii sau în decurs de două ore de la aceasta;
- are orice cantitate sau metaboliți ai unei substanțe controlate din Lista I sau II, alta decât marijuana, în organism.”[16]

Mississippi – „(1) Este ilegal ca o persoană să conducă sau să opereze în alt mod un vehicul în acest stat care (a) se află sub influența băuturilor alcoolice; (b) se află sub influența oricărei alte substanțe care i-a afectat capacitatea de a conduce un vehicul cu motor; (c) are o concentrație de alcool de opt sutimi (.08%) sau mai mult pentru persoanele care au depășit vârsta legală pentru achiziționarea de băuturi alcoolice conform legii statului, sau două sutimi (.02%) sau mai mult pentru persoanele care nu au depășit vârsta legală pentru achiziționarea de băuturi alcoolice conform legii statului, în sângele persoanei, bazat pe grame de alcool la o sută (100) mililitri de sânge sau grame de alcool la două sute zece (210) litri de aer expirat, după cum reiese dintr-o analiză chimică a respirației, sângelui sau urinei persoanei respective, administrată conform prevederilor acestui capitol; (d) se află sub influența oricărui drog sau substanțe controlate a cărei deținere este ilegală conform Legii din Mississippi privind Substanțele Controlate; sau (e) are o concentrație de alcool de patru sutimi (.04%) sau mai mult în sângele persoanei, bazat pe grame de alcool la o sută (100) mililitri de sânge sau grame de alcool la două sute zece (210) litri de aer expirat, după cum reiese dintr-o analiză chimică a respirației, sângelui sau urinei persoanei respective, administrată conform prevederilor acestui capitol pentru persoanele care operează un vehicul comercial cu motor.”
Nevada – „1. Este ilegal ca orice persoană care:
- Se află sub influența băuturilor alcoolice;
- Are o concentrație de alcool de 0,08 sau mai mult în sânge sau respirație; sau
- În urma unei măsurători efectuate în decurs de 2 ore de la conducere sau de la deținerea controlului fizic al unui vehicul, se constată o concentrație de alcool de 0,08 sau mai mult în sânge sau respirație, să conducă sau să dețină controlul fizic al unui vehicul pe o autostradă sau pe o proprietate la care publicul are acces.

2. Este ilegal ca orice persoană care:
- Se află sub influența unei substanțe controlate;
- Se află sub influența combinată a băuturilor alcoolice și a unei substanțe controlate; sau
- Inhalează, ingerează, aplică sau folosește în alt mod orice substanță chimică, otravă sau solvent organic sau orice compus sau combinație a acestora, într-o măsură care o face incapabilă să conducă în siguranță sau să exercite controlul fizic al unui vehicul, să conducă sau să dețină controlul fizic al unui vehicul pe o autostradă sau pe o proprietate la care publicul are acces. Faptul că o persoană acuzată de încălcarea acestei subsecțiuni are sau a avut dreptul de a folosi drogul respectiv conform legilor acestui stat nu constituie o apărare împotriva niciunei acuzații de încălcare a acestei subsecțiuni.
- 3. Este ilegal ca o persoană să conducă sau să dețină controlul fizic al unui vehicul pe o autostradă sau pe o proprietate la care publicul are acces cu o cantitate de substanță interzisă în sânge sau urină care este egală cu sau mai mare decât:

```
                                               Urină (ng/ml)                Sânge  (ng/ml)                                                                               
    Substanță interzisă                                 

    (a) Amfetamină                               500                          100
    (b) Cocaină                                   150                           50
    (c) Metabolit de cocaină                        150                           50
    (d) Heroină                                  2,000                           50
    (e) Metabolit de heroină:
          (1) Morfină                          2,000                           50
          (2) 6-monoacetil morfină                10                           10
    (f) Dietilamidă de acid lisergic                 25                           10
    (g) Marijuana                                  10                            2
    (h) Metabolit de marijuana                       15                            5
    (i) Metamfetamină                           500                          100
    (j) Fenciclidină                              25                           10
```

- 4. Dacă consumul este dovedit printr-o preponderență a probelor, constituie o apărare afirmativă în temeiul alineatului (c) al subsecțiunii 1 faptul că inculpatul a consumat o cantitate suficientă de alcool după ce a condus sau a deținut controlul fizic al vehiculului și înainte ca sângele sau respirația să îi fie testate, determinând o concentrație de alcool de 0,08 sau mai mult în sânge sau respirație. Inculpatul care intenționează să invoce această apărare la un proces sau o audiere preliminară trebuie să depună și să servească procurorului, cu cel puțin 14 zile înainte de proces sau audiere sau la o altă dată stabilită de instanță, o notificare scrisă a acestei intenții.”[18]

Carolina de Nord – „(a) Infracțiune. – O persoană comite infracțiunea de conducere sub influența substanțelor dacă conduce orice vehicul pe orice autostradă, stradă sau zonă publică destinată vehiculelor din acest stat:
1. Sub influența unei substanțe care afectează capacitatea de conducere; sau
2. După ce a consumat suficient alcool încât să aibă, la orice moment relevant după conducere, o concentrație de alcool de 0,08 sau mai mult. Rezultatele unei analize chimice sunt considerate probe suficiente pentru a demonstra concentrația de alcool a unei persoane; sau
3. Cu orice cantitate dintr-o substanță controlată din Lista I, așa cum este specificată în G.S. 90 89, sau metaboliții acesteia în sânge sau urină.”[19]

Ohio – „(A)(1) Nicio persoană nu are voie să conducă vreun vehicul, tramvai sau troleibuz fără șine electric în acest stat dacă, la momentul conducerii, se aplică oricare dintre următoarele:
- Persoana se află sub influența alcoolului, a unui drog sau a unei combinații a acestora.
- Persoana are o concentrație de opt sutimi sau mai mult, dar mai puțin de șaptesprezece sutimi din greutate per unitate de volum de alcool în sângele persoanei.
- Persoana are o concentrație de nouăzeci și șase de mii de procente sau mai mult, dar mai puțin de două sute patru mii de procente din greutate per unitate de volum de alcool în serul sau plasma sanguină al persoanei.
- Persoana are o concentrație de opt sutimi de gram sau mai mult, dar mai puțin de șaptesprezece sutimi de gram din greutate de alcool la două sute zece litri din respirația persoanei.
- Persoana are o concentrație de unsprezece sutimi de gram sau mai mult, dar mai puțin de două sute treizeci și opt de mii de procente din greutate de alcool la o sută de mililitri din urina persoanei.
- Persoana are o concentrație de șaptesprezece sutimi de procente sau mai mult din greutate per unitate de volum de alcool în sângele integral al persoanei.
- Persoana are o concentrație de două sute patru mii de procente sau mai mult din greutate per unitate de volum de alcool în serul sau plasma sanguină al persoanei.
- Persoana are o concentrație de șaptesprezece sutimi de gram sau mai mult din greutate de alcool la două sute zece litri din respirația persoanei.
- Persoana are o concentrație de două sute treizeci și opt de mii de procente sau mai mult din greutate de alcool la o sută de mililitri din urina persoanei.
- Cu excepția cazurilor prevăzute la secțiunea (K) a acestei secțiuni, persoana are o concentrație a oricărei dintre următoarele substanțe controlate sau metaboliți ai unei substanțe controlate în sângele integral, serul sau plasma sanguină, sau urină, care este egală cu sau depășește oricare dintre următoarele:
  - Persoana are o concentrație de amfetamină în urină de cel puțin cinci sute de nanograme de amfetamină per mililitru din urina persoanei sau are o concentrație de amfetamină în sângele integral, serul sau plasma sanguină a persoanei de cel puțin o sută de nanograme de amfetamină per mililitru din sângele integral, serul sau plasma sanguină a persoanei.
  - Persoana are o concentrație de cocaină în urină de cel puțin o sută cincizeci de nanograme de cocaină per mililitru din urina persoanei sau are o concentrație de cocaină în sângele integral, serul sau plasma sanguină a persoanei de cel puțin cincizeci de nanograme de cocaină per mililitru din sângele integral, serul sau plasma sanguină a persoanei.
  - Persoana are o concentrație de heroină (cel puțin două mii de nanograme de heroină per mililitru) în urină sau o concentrație de heroină (cel puțin cincizeci de nanograme de heroină per mililitru) în sângele integral, serul sau plasma sanguină al persoanei.
  - Persoana are o concentrație de heroină (cel puțin două mii de nanograme de heroină per mililitru) în urină sau o concentrație de heroină (cel puțin cincizeci de nanograme de heroină per mililitru) în sângele integral, serul sau plasma sanguină a persoanei.
  - Persoana are o concentrație a metabolitului heroinei (6-monoacetil morfină) (cel puțin zece nanograme de metabolit de heroină (6-monoacetil morfină) per mililitru) în urină sau o concentrație a metabolitului heroinei (6-monoacetil morfină) (cel puțin zece nanograme de metabolit de heroină (6-monoacetil morfină) per mililitru) în sângele integral, serul sau plasma sanguină a persoanei.

(vi) Persoana are o concentrație de LSD (cel puțin douăzeci și cinci de nanograme de LSD per mililitru) în urină sau o concentrație de LSD (cel puțin zece nanograme de LSD per mililitru) în sângele integral, serul sau plasma sanguină a persoanei. (vii) Persoana are o concentrație de marijuana (cel puțin zece nanograme de marijuana per mililitru) în urină sau o concentrație de marijuana (cel puțin doi nanograme de marijuana per mililitru) în sângele integral, serul sau plasma sanguină a persoanei.”
Pennsylvania – „(d) Substanțe controlate. -- O persoană nu are voie să conducă, să opereze sau să dețină controlul fizic asupra deplasării unui vehicul în niciuna dintre următoarele circumstanțe:
1. Există în sângele persoanei orice cantitate dintr-o:
  1. Substanță controlată din Lista I, așa cum este definită în legea din 14 aprilie 1972 (P.L.233, No.64), cunoscută sub numele de Legea privind substanțele controlate, medicamentele, dispozitivele medicale și cosmetice;
  2. Substanță controlată din Lista II sau Lista III, așa cum este definită în Legea privind substanțele controlate, medicamentele, dispozitivele medicale și cosmetice, care nu a fost prescrisă medical pentru persoană; sau
  3. Metabolit al unei substanțe de la subparagraful (i) sau (ii).
2. Persoana se află sub influența unui drog sau a unei combinații de droguri într-o măsură care îi afectează capacitatea de a conduce, opera sau deține controlul fizic asupra deplasării vehiculului în siguranță.
3. Persoana se află sub influența combinată a alcoolului și a unui drog sau a unei combinații de droguri într-o măsură care îi afectează capacitatea de a conduce, opera sau deține controlul fizic asupra deplasării vehiculului în siguranță.
4. Persoana se află sub influența unui solvent sau a unei substanțe nocive, încălcând articolul 18 Pa.C.S. § 7303 (privind vânzarea sau utilizarea ilegală a anumitor solvenți și substanțe nocive).”[21]

Rhode Island – „§ 31-27-2 Conducerea sub influența băuturilor alcoolice sau a drogurilor. – (a) Oricine conduce sau operează în alt mod orice vehicul în stat în timp ce se află sub influența băuturilor alcoolice, drogurilor, toluenului sau oricărei substanțe controlate definite în capitolul 28 din titlul 21, sau a oricărei combinații a acestora, se va face vinovat de contravenție, cu excepția cazurilor prevăzute în subsecțiunea (d)(3), și va fi pedepsit conform prevederilor subsecțiunii (d) a acestei secțiuni.
B. Orice persoană acuzată conform subsecțiunii (a) a acestei secțiuni a cărei concentrație de alcool în sânge este de opt sutimi (.08%) sau mai mult în greutate, după cum reiese dintr-o analiză chimică a unei probe de sânge, respirație sau urină, se va face vinovată de încălcarea subsecțiunii (a) a acestei secțiuni. Această prevedere nu exclude condamnarea pe baza altor dovezi admisibile. Dovada vinovăției în temeiul acestei secțiuni se poate baza, de asemenea, pe dovezi că persoana acuzată se afla sub influența băuturilor alcoolice, drogurilor, toluenului sau a oricărei substanțe controlate definite în capitolul 28 din titlul 21, sau a oricărei combinații a acestora, într-o măsură care a făcut persoana incapabilă să conducă în siguranță un vehicul. Faptul că o persoană acuzată de încălcarea acestei secțiuni are sau a avut dreptul legal de a consuma alcool sau droguri nu constituie o apărare împotriva niciunei acuzații de încălcare a acestei secțiuni.”
Statul Rhode Island se bazează, de asemenea, pe experți în recunoașterea drogurilor (DRE) care au primit o pregătire specializată pentru a identifica cu exactitate afectarea capacității de conducere din cauza drogurilor. Acest lucru se datorează faptului că testele standardizate de sobrietate pe teren sunt cunoscute ca fiind inexacte în până la 21% din cazuri, conform datelor de la Administrația Națională pentru Siguranța Traficului Rutier (NHTSA).
De asemenea, detectarea afectării capacității de conducere din cauza drogurilor poate fi un proces complex deoarece testele standardizate de sobrietate pe teren sunt destinate în primul rând detectării alcoolului. Însă multe droguri și combinații de droguri se pot prezenta similar afectării din cauza alcoolului. Un DRE își face evaluarea efectuând o examinare a ochilor, verificând semnele vitale și alte teste ca parte a unui proces de 12 pași dictat de pregătirea lor.
Cu toate acestea, nu toți agenții de poliție au primit pregătirea specializată necesară pentru a deveni DRE. Prin urmare, în timp ce Rhode Island se bazează pe mărturia unui DRE ori de câte ori este posibil, nu există câte unul prezent la fiecare oprire în trafic pentru suspiciune de DUI. Din punct de vedere istoric, acest lucru a îngreunat pentru Rhode Island urmărirea penală a persoanelor suspectate de conducere sub influența drogurilor.
Carolina de Sud – „(A) Este ilegal ca o persoană să conducă un vehicul cu motor în acest stat în timp ce se află sub influența alcoolului în măsura în care facultățile persoanei de a conduce un vehicul cu motor sunt afectate în mod material și considerabil, sub influența oricărui alt drog sau a unei combinații de alte droguri sau substanțe care provoacă afectarea în măsura în care facultățile persoanei de a conduce un vehicul cu motor sunt afectate în mod material și considerabil sau sub influența combinată a alcoolului și oricărui alt drog sau droguri sau substanțe care provoacă afectarea în măsura în care facultățile persoanei de a conduce un vehicul cu motor sunt afectate în mod material și considerabil. O persoană care încalcă prevederile acestei secțiuni este vinovată de infracțiunea de conducere sub influență și, la condamnare, la înregistrarea unei pledoarii de vinovăție sau de nolo contendere sau la pierderea cauțiunii trebuie pedepsită după cum urmează:
Utah – „1. O persoană nu are voie să conducă sau să dețină controlul fizic al unui vehicul în acest stat dacă:
1. are suficient alcool în organism încât o analiză chimică ulterioară să arate că persoana are o concentrație de alcool în sânge sau respirație de 0,05 grame sau mai mare la momentul testului;
2. se află sub influența alcoolului, a oricărui drog sau a influenței combinate a alcoolului și a oricărui drog într-o măsură care face persoana incapabilă să conducă în siguranță un vehicul; sau
3. are o concentrație de alcool în sânge sau respirație de 0,08 grame sau mai mare la momentul conducerii sau controlului fizic.

- 2. Concentrația de alcool în sânge se bazează pe grame de alcool la 100 mililitri de sânge, iar concentrația de alcool în respirație se bazează pe grame de alcool la 210 litri de respirație.”[26]

Virginia – „Este ilegal ca orice persoană să conducă sau să opereze orice vehicul cu motor, utilaj sau tren (i) în timp ce are o concentrație de alcool în sânge de 0,08% sau mai mult în greutate pe unitate de volum sau 0,08 grame sau mai mult la 210 litri de respirație, după cum indică un test chimic administrat conform prevederilor acestui articol, (ii) în timp ce se află sub influența alcoolului, (iii) în timp ce se află sub influența oricărui drog narcotic sau a oricărui alt drog sau substanță intoxicantă autoadministrată, de orice natură, sau a oricărei combinații a acestor droguri, într-o măsură care îi afectează capacitatea de a conduce sau opera în siguranță orice vehicul cu motor, utilaj sau tren, (iv) în timp ce se află sub influența combinată a alcoolului și a oricărui drog sau droguri într-o măsură care îi afectează capacitatea de a conduce sau opera în siguranță orice vehicul cu motor, utilaj sau tren, sau (v) în timp ce are o concentrație în sânge a oricăreia dintre următoarele substanțe la un nivel egal cu sau mai mare decât: (a) 0,02 miligrame de cocaină per litru de sânge, (b) 0,1 miligrame de metamfetamină per litru de sânge, (c) 0,01 miligrame de fenciclidină per litru de sânge sau (d) 0,1 miligrame de 3,4-metilendioximetamfetamină per litru de sânge. O acuzație care susține o încălcare a acestei secțiuni poate fi dovedită în baza clauzelor (i), (ii), (iii), (iv) sau (v).”
Washington - Conducerea cu un nivel de THC în sânge de peste 5 nanograme poate duce la o condamnare pentru DUI.
Wisconsin – „În statul Wisconsin, este ilegal pentru un șofer cu vârsta peste 21 de ani să conducă un vehicul cu motor:
- Cu o concentrație de alcool în sânge/respirație de 0,08 sau mai mare;
- Sub influența unei substanțe intoxicante;
- Cu o cantitate detectabilă a unei substanțe controlate restricționate în sânge; sau
- Sub influența unei substanțe controlate sau a oricărui alt drog.”[30]

## Canada

### InfracțiunileCodului Penal
În Canada, constituie infracțiune conform Codului penal federal să conduci un vehicul cu motor dacă abilitatea de a conduce este afectată de un drog. Aceasta este aceeași infracțiune ca și conducerea sub influența alcoolului și are aceleași pedepse.
Acuzațiile pentru conducere sub influență pot fi judecate fie sumar, fie prin act de acuzare. Procurorul Coroanei poate alege metoda de judecată în funcție de gravitatea infracțiunii, dar dacă o altă persoană a fost rănită, acuzarea trebuie să se judece prin act de acuzare.

### Gama de penalități

#### Proceduri sumare
Dacă o acuzație este judecată sumar, inculpatul se confruntă cu următoarele pedepse în caz de condamnare:
- pentru o primă infracțiune, o amendă minimă de 1.000 de dolari, cu posibilitatea unei pedepse cu închisoarea de până la maximum 18 luni;
- pentru o a doua infracțiune, o amendă de până la 5.000 de dolari și o pedeapsă minimă cu închisoarea de 30 de zile, până la maximum 18 luni;
- pentru a treia infracțiune, o amendă de până la 5.000 de dolari și o pedeapsă minimă cu închisoarea de 120 de zile, până la maximum 18 luni.

#### Proceduri incriminabile
Dacă o acuzație este judecată prin act de acuzare, pedepsele la condamnare sunt mai severe:
- dacă nu a fost rănită o altă persoană, potențială închisoare de până la maximum 5 ani;[33]
- dacă conducerea sub influență a cauzat vătămări corporale unei alte persoane, potențială închisoare de până la maximum 10 ani;[34]
- dacă conducerea sub influență a provocat moartea, potențială închisoare pe viață,[35] cu posibilitate de eliberare condiționată după 7 ani.[36]

### Probe de fluide corporale
Dacă poliția are motive întemeiate să creadă că abilitatea unui șofer de a conduce este afectată de un drog, aceștia pot solicita probe de fluide orale, urină sau sânge pentru analiză. Refuzul oferirii unei probe de către șofer constituie infracțiune și are exact aceleași pedepse potențiale ca și infracțiunea de conducere sub influență.

### Interdicții de conducere și suspendarea permisului
La condamnarea pentru conducere sub influența drogurilor, există în toate cazurile o interdicție obligatorie de conducere ca parte a sentinței conform Codului Penal:
- pentru o primă infracțiune, o interdicție minimă de 1 an, până la maximum 3 ani;
- pentru a doua infracțiune, o interdicție minimă de 2 ani, până la maximum 5 ani;
- pentru o infracțiune ulterioară, o interdicție minimă de cel puțin 3 ani.

În toate cazurile, aceste perioade de interdicție se adaugă timpului pentru care inculpatul este condamnat la închisoare.
Pe lângă interdicțiile de conducere ca parte a sentinței pentru infracțiunea penală, provinciile pot impune suspendarea permiselor în temeiul legii provinciale.

## Legile europene
Conducerea sub influența drogurilor este suspectată astăzi de Observatorul European pentru Siguranța Rutieră ca fiind motivul pentru care ratele de accidente din cauza conducerii sub influența alcoolului nu mai scad proporțional cu numărul tot mai mic sau constant al șoferilor băuți depistați pe șosele. Se crede că șoferii rămași prezintă un risc mai mare decât ar indica strict nivelul de alcool din sânge, din cauza consumului concomitent de alte droguri. Dacă ipotezele istorice privind formulele de stabilire a limitelor de alcoolemie la anumite niveluri pentru a reduce daunele (în grade anticipate) la populația țintă sunt depășite, implicațiile pentru politica de reducere a conducerii sub influență sunt majore.

### Irlanda
În Irlanda este ilegal să conduci un vehicul cu motor dacă abilitatea de a conduce este afectată de un drog. Aceasta este aceeași infracțiune ca și conducerea sub influența alcoolului, dar are pedepse mai ușoare decât conducerea sub influența alcoolului, în ciuda faptului că este la fel de periculoasă.
Începând cu 2014, Autoritatea pentru Siguranța Rutieră efectuează teste rutiere de depistare a consumului de droguri pentru cei care se presupune că se află sub influența unor substanțe precum canabis, cocaină și multe altele.

## Regatul Unit
O lege recentă din Regatul Unit, intrată în vigoare pe 2 martie 2015, a introdus o serie de noi infracțiuni în domeniul legislației rutiere. Guvernul a încercat să abordeze creșterea întârziată a numărului de conducători auto care conduc vehicule cu un nivel ridicat de droguri interzise și prescrise în organism. Noile infracțiuni detaliază cel puțin 8 droguri ilegale și 8 medicamente prescrise legal, pentru care s-au stabilit limite de testare. Pentru drogurile ilegale se va stabili un nivel de „depistare” care va constitui o infracțiune penală.
Conducătorii auto care urmează tratament medicamentos prescris legal vor fi obligați să respecte cu strictețe indicațiile medicului și ale producătorului medicamentului atunci când iau medicamentul. Dacă se constată că șoferul are în organism o concentrație a substanței medicamentoase mai mare decât limitele stabilite și în afara indicațiilor prescrise, acesta se va face vinovat de o infracțiune conform noilor reglementări.

## Hong Kong
Combaterea conducerii sub influența drogurilor este una dintre prioritățile poliției. Instanța poate dispune anularea pe viață a permisului de conducere al șoferului.
Conducerea sub influența drogurilor „într-o măsură care să te facă incapabil să ai controlul corespunzător” este ilegală. Poliția îi poate obliga pe suspecți să se supună unui test obiectiv de depistare a afectării capacității de conducere (la secția de poliție). Suspecții care nu trec testul trebuie să predea permisul de conducere pentru o perioadă de 24 de ore.
În ceea ce privește drogurile comune, Consiliul pentru Siguranța Rutieră le reamintește șoferilor să verifice efectele secundare înainte de a conduce. Legea interzice conducerea cu orice concentrație de droguri ilegale: heroină, cocaină, ketamină, metamfetamină, canabis și MDMA.

## Noua Zeelandă
Legea privind transportul terestru din 1998 interzice neozeelandezilor să conducă sau să încerce să conducă „sub influență, iar sângele lor conține dovezi ale consumului de droguri calificate”. Definiția stării de „afectată” este definită ca fiind sub influența „în așa măsură încât să nu poți avea controlul corespunzător asupra vehiculului”.
„Drogurile calificate” includ drogurile din Clasa A, cum ar fi heroina, LSD și metamfetamina; drogurile din Clasa B, cum ar fi amfetaminele (speed), morfina și opiul; și unele droguri din Clasa C, cum ar fi canabisul și BZP (ingredientul psihoactiv din majoritatea „pastilelor pentru petrecere” ilegale); medicamentele eliberate pe bază de rețetă.

## Controversă
Această controversă este diminuată prin reducerea potențialului de condamnări greșite în două moduri: În primul rând, dacă se folosesc teste de sânge pentru obținerea condamnărilor, majoritatea cadrelor juridice din afara Statelor Unite necesită dovezi coroborative ale afectării pentru a susține că rezultatul testului de sânge reprezintă o afectare. Aceasta variază de la solicitarea suspecților de a efectua teste de coordonare fizică, la teste computerizate de reacție a pupilelor, la utilizarea depozițiilor martorilor cu privire la comportamentul general și conducerea neregulamentară, și poate include mărturii ale experților cu privire la impactul previzibil asupra performanței.
În al doilea rând, atunci când se folosesc teste de salivă (Australia), o limită de detecție este calibrată în conformitate cu standardele Administrației SUA pentru Abuzul de Substanțe și Servicii de Sănătate Mintală (SAMHSA), la un nivel atât de ridicat încât țările din afara Statelor Unite au presupus eronat că o persoană obișnuită ar fi afectată de drogul detectat într-o măsură care crește semnificativ riscul de accident. Nivelurile inițiale stabilite de SAMHSA au fost determinate și stabilite pur și simplu pentru a detecta orice consum de droguri; aceste date au fost promulgate pentru testarea persoanelor care ocupă poziții sensibile în domeniul securității publice și/sau a securității naționale. Studiile au arătat că acest consum poate fi detectat chiar și după săptămâni.
În Germania, unde se folosesc teste de transpirație mai economice, nu este posibilă calibrarea detectării la un nivel legat de afectare, iar toți consumatorii pot fi identificați. Așadar, dacă nu s-au produs vătămări corporale, nu există nicio acuzație penală, ci doar una administrativă de conducere cu prezența drogurilor, care nu implică o stare de afectare sau lipsa acesteia. Acest lucru este similar cu o amendă pentru depășirea vitezei, ca un factor descurajator pentru un comportament potențial riscant. Cu toate acestea, dacă s-au produs vătămări corporale, se poate declanșa un proces de colectare a unor dovezi suplimentare privind afectarea capacității de conducere a șoferului, care poate duce la o infracțiune penală.
Sistemele în care există o penalizare după detectarea anumitor droguri sunt uneori denumite greșit toleranță zero din motivele prezentate anterior. Jurisdicțiile cu toleranță zero reală (cele care nu aplică limite raționale de detecție) în general nu reușesc să reducă substanțial conducerea sub influența drogurilor, acolo unde aceasta a fost o problemă inițială. Cu toate acestea, în Australia, unde utilizarea dispozitivelor calibrate creează limite de facto pentru substanțele ilicite comune care afectează capacitatea de conducere, depistările pe marginea drumului și raportarea proprie a conducerii sub influența drogurilor în sondaje telefonice naționale au scăzut cu 25% în ultimii 3–4 ani.

## Punerea în aplicare
În ultimii 15 ani au fost adoptate legi DUID variate ca răspuns atât la rolul crescând al conducerii sub influența drogurilor în numărul mare de accidente rutiere, cât și la faptul că procurorilor le-a fost dificil să dovedească faptul că un șofer era afectat de consumul unei substanțe controlate. Dificultățile practice au inclus efectele temporare ale unor droguri care dispar înainte ca poliția sau medicii să aibă șansa de a evalua mulți suspecți pentru afectare, precum și costul necesității de a chema martori experți criminaliști în fața instanțelor pentru a interpreta rezultatele pe baza fiecărui caz. Aceste legi le pot face mult mai ușor să câștige cazurile dacă trebuie doar să dovedească prezența unei substanțe controlate în sânge sau urină, fără prescripție medicală. Logica din jurisdicțiile cu toleranță zero este că compromisul unor urmăriri penale mai eficiente a persoanelor potențial afectate merită eventualele condamnări eronate a unui număr mai mic de șoferi care, de fapt, ar putea să nu fie afectați, deoarece șoferul deja încălca legea consumând o substanță controlată fără prescripție medicală.
Există o tensiune între o astfel de abordare și o siguranță rutieră sporită. Promovarea consumului zero de droguri, la fel ca și interdicția alcoolului, nu este un obiectiv realist, iar resursele poliției și instanțelor sunt clar cel mai bine direcționate către consumul periculos. Cele mai reușite legi pentru reducerea conducerii sub influența alcoolului au încercat să modifice normele culturale și comportamentul grupului țintă, separând afectarea de conducere. Abordarea care pare să funcționeze cel mai eficient pentru a reduce conducerea sub influența drogurilor, bazată pe experiența australiană de a corela recomandările de sănătate publică, cum ar fi interdicția de a conduce timp de aproximativ 3 ore după consumul de canabis, cu intervenția legală specifică (pragul de detecție a drogurilor din testul salivar).